# Hugo Löwenthal
Hugo Löwenthal fue un violonchelista checo nacido en Karlovy Vary, Imperio austrohúngaro (ahora en Chequia), el 13 de septiembre de 1875 y fallecido probablemente en el campo de concentración de Majdanek, Polonia, después del 13 de junio de 1942.

## Biografía
Inicia sus estudios de violonchelo y dirección de orquesta en Praga. Se instala en Teplice (Teplitz-Schönau). Fue miembro de la orquesta de su teatro desde 1925 hasta 1933, asistente de dirección y ensayo. También participó en el Cuarteto de cuerda de Teplitz-Schönau. Tras la invasión de Checoslovaquia durante la Segunda Guerra Mundial, no pudo escapar y fue deportado al campo de concentración de Theresienstadt el 8 de febrero de 1842. Se esforzó por mantener una actividad musical en el campo de concentración y compuso algunas adaptaciones. El 13 de junio de 1942 fue deportado al este de Polonia donde fue asesinado.

## Obra
- Formas tradicionales, para Pésaj, Shavuot y Sucot (1942).
- Canciones para las fiestas de Shavuot, para violín y acordeón (1942).

## Discografía
- Do Not Lament: Hebrew and Jewish Vocal Works (Terezin Music Anthology, Vol IV), Koch International Classics, 1998.[4]